# Рыбацкое (Сахалинская область)
Рыба́цкое — село в Анивском городском округе Сахалинской области России

## География
Село находится на берегу залива Анива, на расстоянии 2 км от города Анива, административного центра округа.

## История
До 1945 года принадлежало японскому губернаторству Карафуто и называлось Кавагути (яп. 川口). После передачи Южного Сахалина СССР село 15 октября 1947 года получило современное название — по предложению работников рыбокомбината (также предлагался вариант Усть-Лютога).

## Население
| 1925 | 1935 | 2002 | 2010 | 2013 | 2021 |
| ---- | ---- | ---- | ---- | ---- | ---- |
| 839  | ↘680 | ↘247 | ↗248 | ↗278 | ↗370 |

### Половой состав
Согласно результатам переписи 2002 года, в селе проживало 247 человек (117 мужчин и 130 женщин).

### Национальный состав
Согласно результатам переписи 2002 года, в национальной структуре населения русские составляли 87 % из 247 чел

## Улицы
| - ул. Анивская, - ул. Береговая, - ул. Зелёная, | - ул. Лесная, - ул. Рыбацкая, - ул. Торговая. |